# スタンリー・エルベルス
スタンリー・エルベルス（Stanley Elbers、1992年5月14日）は、オランダ・ヴァッセナール出身のサッカー選手。FCヘルマンシュタット所属。ポジションはFW。
名前のStanleyはオランダ語発音だとスタンレイだが、彼の場合はスタンリーと発音するほうが正しい。

## クラブ経歴
2009年にADOデン・ハーグの下部組織に加入するまで、RKSVドコスとUVSでプレーしていた。2011年4月にADOのトップチームに昇格し、8月28日のデ・フラーフスハップ戦でトップチームデビューを果たした。このシーズン、エルベルスはリーグ戦20試合に出場したが、ゴールはなかった。
2013年7月、エールステ・ディヴィジのヘルモント・スポルトに移籍した。ヘルモント・スポルトでは2シーズンに渡りレギュラーの座を掴んだ。2シーズン目の2014-15シーズンにはリーグ戦で13得点を記録した。
2015年8月、SBVエクセルシオールと3年契約を交わした
。また、ADO以来のエールディヴィジ復帰となる。2018年に契約満了でエクセルシオールを退団後、PECズヴォレに2年契約で加入した。2019-20シーズンはRKCヴァールヴァイクに1シーズンのみレンタルされた。

## 個人成績
2019-20シーズン終了時点
| クラブ               | シーズン     | リーグ戦               | リーグ戦 | リーグ戦 | カップ戦 | カップ戦 | 通算 | 通算 |
| クラブ               | シーズン     | ディヴィジョン         | 試合     | 得点     | 試合     | 得点     | 試合 | 得点 |
| -------------------- | ------------ | ---------------------- | -------- | -------- | -------- | -------- | ---- | ---- |
| ADOデン・ハーグ      | 2011-12      | エールディヴィジ       | 15       | 0        | 1        | 0        | 16   | 0    |
| ADOデン・ハーグ      | 2012-13      | エールディヴィジ       | 6        | 0        | 2        | 0        | 8    | 0    |
| ADOデン・ハーグ      | クラブ通算   | クラブ通算             | 21       | 0        | 3        | 0        | 24   | 0    |
| ヘルモント・スポルト | 2013-14      | エールステ・ディヴィジ | 31       | 4        | 1        | 0        | 32   | 4    |
| ヘルモント・スポルト | 2014-15      | エールステ・ディヴィジ | 33       | 13       | 0        | 0        | 33   | 13   |
| ヘルモント・スポルト | 2015-16      | エールステ・ディヴィジ | 3        | 1        | 0        | 0        | 3    | 1    |
| ヘルモント・スポルト | クラブ通算   | クラブ通算             | 67       | 18       | 1        | 0        | 68   | 18   |
| エクセルシオール     | 2015-16      | エールディヴィジ       | 18       | 0        | 1        | 0        | 19   | 0    |
| エクセルシオール     | 2016-17      | エールディヴィジ       | 30       | 8        | 1        | 0        | 31   | 8    |
| エクセルシオール     | 2017-18      | エールディヴィジ       | 24       | 3        | 0        | 0        | 24   | 3    |
| エクセルシオール     | クラブ通算   | クラブ通算             | 72       | 11       | 2        | 0        | 74   | 11   |
| PECズヴォレ          | 2018-19      | エールディヴィジ       | 23       | 1        | 1        | 0        | 24   | 1    |
| PECズヴォレ          | 2019-20      | エールディヴィジ       | 2        | 0        | 0        | 0        | 2    | 0    |
| PECズヴォレ          | クラブ通算   | クラブ通算             | 25       | 1        | 1        | 0        | 26   | 1    |
| RKC (loan)           | 2019-20      | エールディヴィジ       | 14       | 1        | 0        | 0        | 14   | 1    |
| キャリア通算         | キャリア通算 | キャリア通算           | 209      | 31       | 7        | 0        | 279  | 31   |